# Râul Zoiteana
Râul Zoiteana este un curs de apă, afluent al râului Horincea. 